# Jan Bastiaans

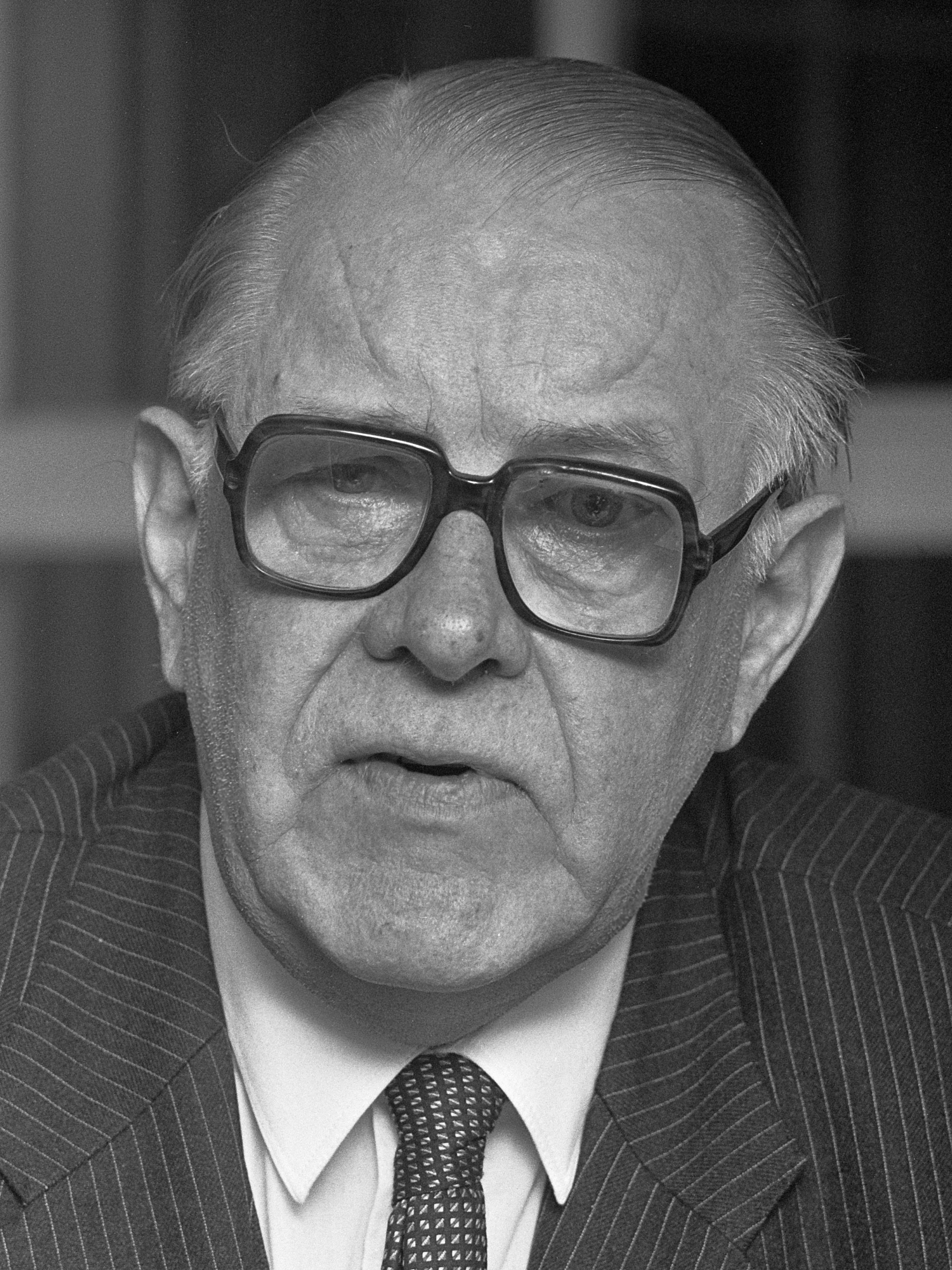
Jan Bastiaans (1987)

Jan Bastiaans (Rotterdam, 27 mei 1917 – Warmond, 31 oktober 1997) was zenuwarts en hoogleraar psychiatrie. In 1957 promoveerde hij op een proefschrift getiteld: Psychosomatische gevolgen van onderdrukking en verzet.
Bastiaans was een geleerde die grote roem en bekendheid verwierf, maar steeds omstreden was. De "methode Bastiaans" (het behandelen van getraumatiseerde volwassenen met een kampsyndroom met lsd of pentothal) moest patiënten hun (oorlogs)verleden laten herbeleven. Bastiaans beweerde zo de zwaarste gevallen te kunnen genezen. Volgens hem zouden lijders aan het syndroom een zogeheten "zelfverdedigingspantser" hebben ontwikkeld, dat diende te worden doorbroken. Volgens hem was dit mogelijk door het therapeutisch toedienen van doses van deze stoffen. Zijn methode riep twijfels op toen de behandeling van een van zijn meest prominente patiënten, PvdA-senator Eibert Meester, leidde tot een schandaal. Eibert loog --welicht in het kader van pseudologia phantastica-- een verzetsverleden bij elkaar en Bastiaans had niet door dat zijn patiënt gebeurtenissen verzon. Bastiaans publiceerde een boek over zijn patiënt en diens verzetswerk, de gruwelijke gevangenschap in Duitsland, de neurosen en de succesvolle therapie. Pas toen het boek al uit was, zocht de ex-echtgenote van Meester de openbaarheid met de mededeling dat Meester nooit in het verzet had gezeten en nooit gevangene in Duitsland was geweest.
Bastiaans was directeur van de Jelgersmakliniek. Hij mocht deze functie niet combineren met de directie over het door hem zozeer gewenste nieuwe Centrum '45 toen dat in 1973 in Oegstgeest geopend werd.
In de film "Begrijpt u nu waarom ik huil?" van Louis van Gasteren liet Bastiaans in 1972 zijn behandelingsmethode op tv zien. Achtergrond was de discussie rond de drie van Breda, drie oorlogsmisdadigers die zouden worden vrijgelaten. Vanaf dat ogenblik was Bastiaans een centrale figuur in de discussie over schuld en lijden in en na de Tweede Wereldoorlog. Bastiaans regelde voor zijn patiënten, en daarmee voor zichzelf, een bijzondere plek in de gezondheidszorg. Hij bemiddelde ook bij het aanvragen van verzetspensioenen. Wanneer iemand zijn methoden in twijfel trok, vielen Bastiaans' "aanhangers" de criticus aan door te beweren dat deze het lijden in de oorlog ontkende.
Tijdens de jaren zeventig ging Bastiaans zijn inzichten over trauma's ook toepassen op andere groepen van getraumatiseerden onder wie slachtoffers van marteling, incest en verkeersongevallen. Bij terreuracties zoals de treinkaping in het Drentse Wijster en de gijzeling van het personeel van het Indonesische consulaat in Amsterdam door Molukse jongeren voorzag hij de gebeurtenissen in de media van commentaar. Bastiaans publiceerde hierover in 1979 een boek onder de titel "Psychologisch onderzoek naar de gevolgen van gijzelingen in Nederland (1974–1977)". Hij trad op als beleidsadviseur van de Nederlandse regering en was op de televisie een veelgevraagd deskundige. Ook internationaal genoot zijn werk grote belangstelling.
Aan de Leidse universiteit bleef Bastiaans in deze periode het middelpunt van conflicten. Hoewel hij in de medische wereld steeds meer geïsoleerd raakte, wist hij zich telkens weer gesteund door een intensieve lobby vanuit het voormalige verzet en door zijn contacten aan het Nederlandse hof, in het bijzonder met prins Bernhard. Dit maakte het voor het College van Bestuur vrijwel onmogelijk om hem beperkingen op te leggen, ondanks groeiende twijfels over zijn manier van werken op het ministerie en bij de Inspectie van de Volksgezondheid.
In de vroege jaren tachtig was Bastiaans sterk vervreemd geraakt van de academische wereld in het algemeen en die van de geneeskunde in het bijzonder. Binnen de Jelgersmakliniek had hij zich met een aantal medewerkers teruggetrokken in een villa die de annex van de kliniek was.
Zijn vertrek als directeur van de Jelgersmakliniek op 31 december 1982 – hij moest met pensioen omdat hij 65 was geworden – leidde tot veel problemen omdat hij, ondanks eerder gemaakte afspraken, weigerde vrijwillig te vertrekken, en hij zijn "villa" in zijn hoedanigheid van hoogleraar bleef gebruiken voor opnames en behandelingen.
Toen de datum van zijn emeritaat naderde, ontstond opnieuw publiciteit en werden er Kamervragen gesteld. De gezamenlijke verzetsorganisaties wisten ondanks alle bezwaren toch te bereiken dat eind maart 1985 de Tweede Kamer een motie aannam die bepaalde dat Bastiaans na zijn vertrek als hoogleraar per 1 juni 1985 – op 28 juni 1985 hield hij zijn afscheidscollege – zijn werk moest kunnen voortzetten. Een onderzoek door de Inspectie op de Volksgezondheid kwam tot de conclusie dat de gebruikte methoden onverantwoord waren. Omdat vele dossiers van Bastiaans onvolledig waren, kon de effectiviteit van zijn methode in 1987 onvoldoende worden gecontroleerd of worden bewezen.
Na het verlies van zijn praktijk en een verbod op het verstrekken van lsd ging Bastiaans met emeritaat. Hij bleef echter de geneeskunde praktiseren in Oosterhout en zijn praktijkruimte aan huis in Oegstgeest. Nadat in 1993 een drugsverslaafde vrouw na toediening van ibogaïne tijdens zijn behandeling stierf, greep het medisch tuchtcollege in met een verbod op uitoefening van zijn ambt.
Bastiaans schreef inleidingen bij diverse boeken over drugs, waaronder Het buitenste binnen - een studie over LSD (1966),  de Nederlandse vertaling van The beyond within - the LSD-story van Sidney Cohen (1964) en 
Drugs van F. van Ree (1971, 1985). Ook werkte hij mee aan Allemaal rottigheid, allemaal ellende - het KZ-syndroom van Willem van Salland van Wim Wennekes (1975).

## Publicaties
- Psychosomatische gevolgen van onderdrukking en verzet, dissertatie (1957)